# Montferrat (Isère)
Montferrat ist eine französische Gemeinde mit 1.839 Einwohnern (Stand: 1. Januar 2022) im Département Isère in der Region Auvergne-Rhône-Alpes. Sie gehört zum Arrondissement La Tour-du-Pin und zum Kanton Le Grand-Lemps. Die Einwohner werden  Montfrinaud(e)s genannt.

## Geographie
Die Gemeinde Montferrat liegt im westlichen Vorland des Chartreuse-Massivs, etwa 70 Kilometer südöstlich von Lyon. Im Gemeindegebiet entspringt die Bièvre;  im Südwesten hat die Gemeinde einen Anteil am Lac de Paladru. Umgeben wird Montferrat von den Nachbargemeinden Les Abrets en Dauphiné im Norden, Velanne im Nordosten, Saint-Sulpice-des-Rivoires im Osten, Bilieu im Süden und Südwesten sowie Paladru im Westen.

## Bevölkerungsentwicklung
| Jahr                       | 1962 | 1968 | 1975 | 1982 | 1990 | 1999 | 2006 | 2014 | 2021 |
| -------------------------- | ---- | ---- | ---- | ---- | ---- | ---- | ---- | ---- | ---- |
| Einwohner                  | 680  | 669  | 680  | 981  | 1249 | 1286 | 1430 | 1746 | 1839 |
| Quellen: Cassini und INSEE |      |      |      |      |      |      |      |      |      |

## Sehenswürdigkeiten
- Kirche Saint-Didier
- Schloss Montferrat, 1989 restauriert; mit Resten einer Burganlage aus dem 9. Jahrhundert im Schlosspark

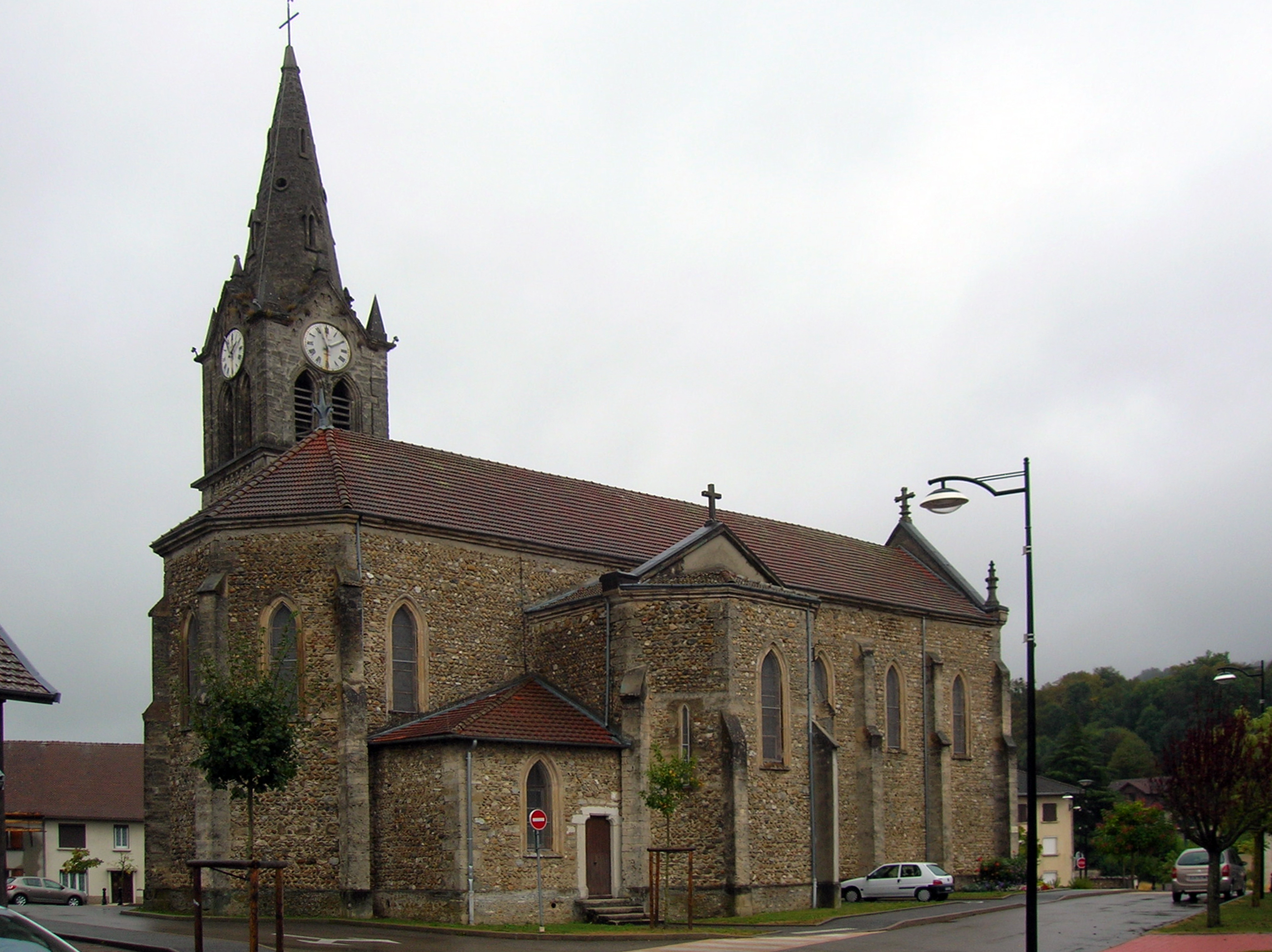
Kirche Saint-Didier
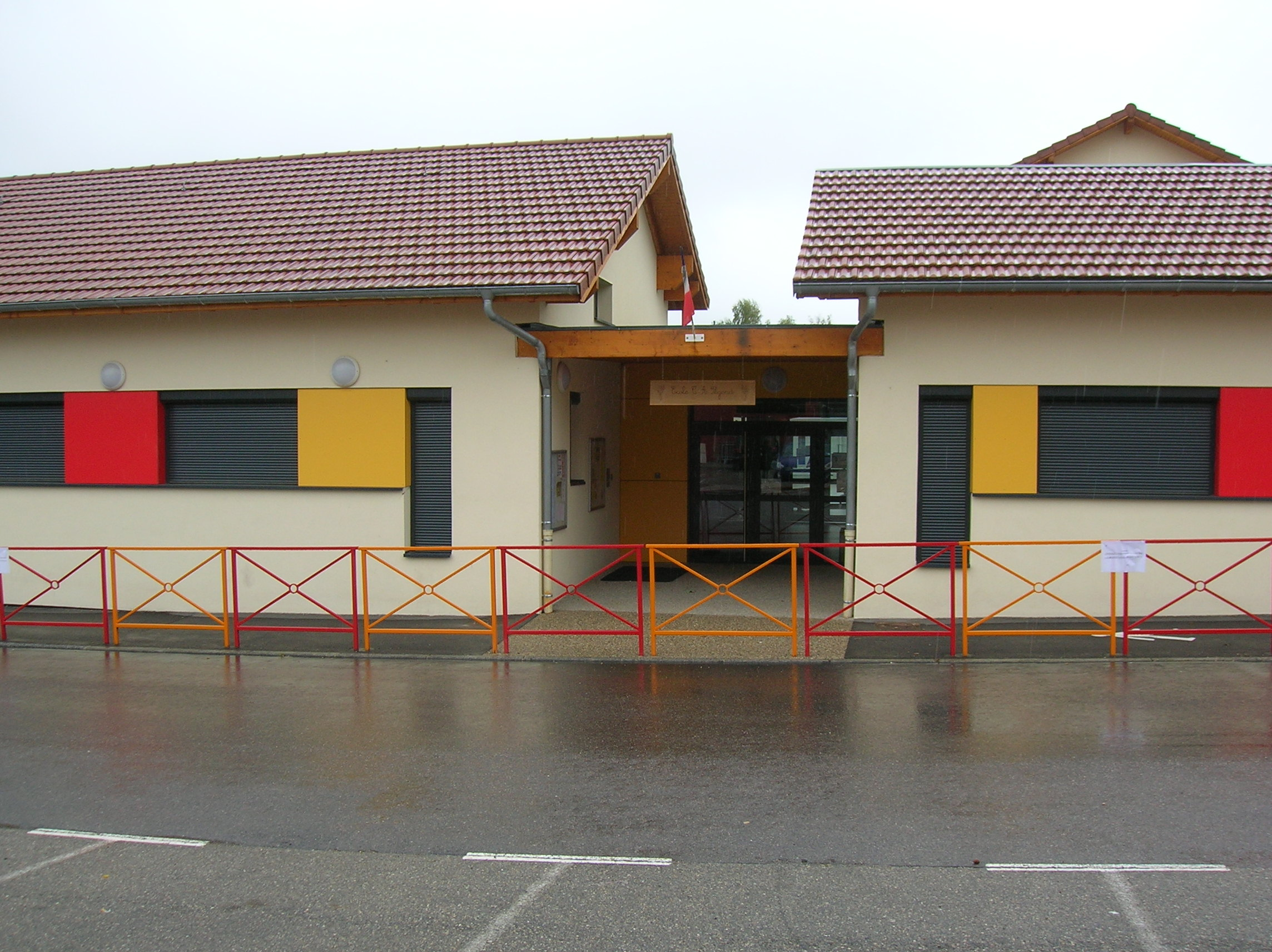
Schule
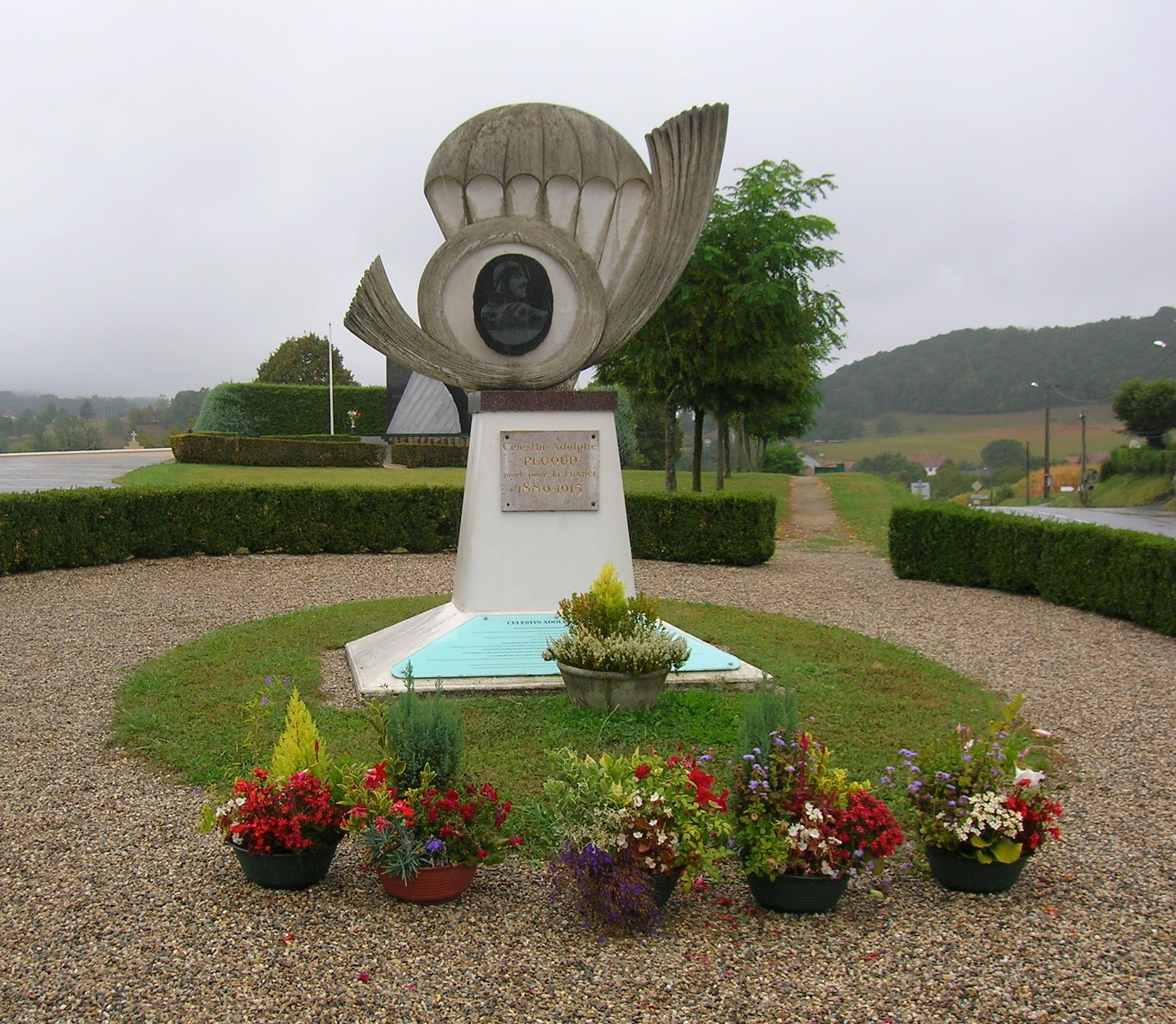
Gefallenendenkmal

## Persönlichkeiten
- Adolphe Pégoud (1889–1915), Flugpionier